# 帕迪厄姆足球會
帕迪厄姆足球會(Padiham Football Club)是一支位於英格蘭蘭開夏帕迪厄姆的職業足球會，目前於英格蘭西北郡足球聯賽超聯組角逐。